# Bristol (Dakota del Sud)
Bristol è un comune (city) degli Stati Uniti d'America della contea di Day nello Stato del Dakota del Sud. La popolazione era di 341 abitanti al censimento del 2010. Si trova nella sezione 25 della Bristol Township, sulla linea principale di quello che è ora la BNSF Railway lungo la U.S. Route 12.
Similmente a molte città dell'area e del Midwest in generale, Bristol è nata come risultato dell'espansione ferroviaria. La ferrovia, che per la prima volta attraversò l'area negli anni 1870, identificò il sito che sarebbe diventato Bristol come stazione #70. C.P. Prior, un ispettore del distretto ferroviario e agente del sito della città, è accredito per il nome di Bristol nel 1881. Gli diede il nome dell'omonima città nell'Inghilterra.

## Geografia fisica
Bristol è situata a 45°20′43″N 97°45′03″W (45.345237, -97.750783).
Secondo lo United States Census Bureau, la città ha una superficie totale di 1,38 km², dei quali 1,35 km² di territorio e 0,03 km² di acque interne (1,88% del totale).
A Bristol è stato assegnato lo ZIP code 57219 e lo FIPS place code 07300.

## Società

### Evoluzione demografica
Secondo il censimento del 2010, la popolazione era di 341 abitanti.

### Etnie e minoranze straniere
Secondo il censimento del 2010, la composizione etnica della città era formata dal 98,24% di bianchi, lo 0% di afroamericani, lo 0% di nativi americani, lo 0% di asiatici, lo 0% di oceanici, lo 0,29% di altre razze, e l'1,47% di due o più etnie. Ispanici o latinos di qualunque razza erano l'1,47% della popolazione.